# Château de la Cornesse
 (mars 2025).
Motif : Absence de sources centrées
- Archive Wikiwix
- Bing
- Cairn
- DuckDuckGo
- E. Universalis
- Gallica
- Google
- G. Books
- G. News
- G. Scholar
- Persée
- Qwant
- (zh) Baidu
- (ru) Yandex
- (wd) trouver des œuvres sur Wikidata

| 1. | Préciser le motif de la pose du bandeau. | Précisez le motif de la pose du bandeau en utilisant la syntaxe suivante : {{admissibilité à vérifier\|date=mars 2025\|motif=remplacez ce texte par le motif}}                              |
| 2. | Informer les utilisateurs concernés.     | Pensez à avertir le créateur de l'article, par exemple, en insérant le code ci-dessous sur sa page de discussion : {{subst:avertissement admissibilité à vérifier\|Château de la Cornesse}} |

 (février 2025).
Si vous disposez d'ouvrages ou d'articles de référence ou si vous connaissez des sites web de qualité traitant du thème abordé ici, merci de compléter l'article en donnant les références utiles à sa vérifiabilité et en les liant à la section « Notes et références ».
Le château de Cornesse à La Brulatte en Mayenne est un château situé à 4 km à l'ouest du bourg à la lisière Ouest du Bois des Gravelles.

## Désignation
- J. de Conace, 1373 (Archives nationales, JJ. 104, f. 75).
- Cornaisse, 1563.
- Château avec allée plantée vers le bourg (Jaillot et Cassini)

## Histoire
Il s'agissait d'une seigneurie mouvante de la châtellenie de la Gravelle, à charge pour les sujets de « réparer et emparer les foussés et douves de la forteresse de la Gravelle », 1444. Le seigneur de Cornesse était grand veneur du Comté de Laval.
L'aveu de 1528 fait mention d'un « très beau chasteau avec plusieurs jardins et avenues », dont ne parlent plus les aveux du XVIIIe siècle. Le château actuel forme un corps de logis carré-long. La porte ouvrant sur un perron est surmontée d'un écusson au sautoir cantonné de quatre coquilles, et dans le toit d'un fronton à double baie. Une tour détachée, qui a sans doute servi de chapelle, a sa porte décorée de moulures et d'ornements gothiques. On demandait en l'an XII la conservation de la chapelle de Cornesse.
Par arrêt de la Table de marbre de Paris, du 12 septembre 1665, les directeurs de la forge du Port-Brillet avaient été condamnés à ouvrir trois chemins de 20 pieds de large allant de Cornesse à la Croix-au-Veneur, à Bréal, à la Brulatte, et un quatrième partant de l'allée pour se rendre par les landes du Chêne-à-l'Évêque à l'abbaye de Clermont. On tirait de la mine sur le domaine de Cornesse.

## Les seigneurs
- Perrot de Cornesse servit le roi dans ses guerres de Bretagne et fut même fait prisonnier et mis à rançon. Cette circonstance lui valut des lettres de pardon, accordées par le sénéchal d'Anjou et du Maine le lundi après la Saint-Michel 1347, pour un meurtre commis par lui et Jeannin, son frère, sur un nommé Malservy, au Pont-aux-Chèvres, dans la forêt.
- Jean de Cornesse eut aussi le malheur de tuer son cousin, Guillaume de Taillie, au sujet d'une querelle futile, en 1373.
- Guillaume de Cornesse est cité dans l'aveu de Laval, en 1407.
- Bertrand de Cornesse, veneur, prend un sauf-conduit des Anglais en 1434.
- Pierre de Cornesse vivait en 1444.
- Pierre de Cornesse, qui ne peut être le même que le précédent, eut une fille nommée Jeanne, mariée en 1558 à Nicolas de la Corbière. Julienne de Cornesse est marraine à Laval d'un enfant de René de Meaulne en 1562.
- N. h. Louis Desmaires était seigneur de Cornesse en 1563, et ensuite : Samuel d'Andigné, seigneur de la Gautraye et de Maineuf, mari de Jeanne d'Argentré, dont douze enfants sont présentés au temple de Vitré, 1608, 1627. La mère fut toutefois inhumée dans l'Église Saint-Martin de Vitré en 1635.
- Benjamin Amproux, acquéreur en 1661, alloué de Vitré de 1645 à 1657, puis conseiller d'État et privé, mari d'Audrée Lesinier.
- Henri Amproux, dont, la veuve, Marie-Anne Fraizon, comtesse de Marsais, vit en 1728, 1731.
- Gabriel Amproux, comte de la Massonnais, capitaine au régiment d'infanterie du roi, 1740.
- Louis Bidault de Glatigné, époux de Marie Matagrin, 4 fév. 1755
- Jean-Nicolas Bidault, époux de Marie Duchemin, 1790.
- Jean-Louis Bidault de Glatigné, mari de Françoise Niot des Loges, acquéreur pour 22 000 ₶. Cornesse a été licité, en 1817, entre les héritiers de M. Jean-Baptiste Bidault de Cornesse.